# 眼斑吐綬雞
眼斑吐綬雞，又名眼斑火雞，是分佈在尤卡坦半島上等體形的火雞。牠們的近親是野生火雞，故有時會被分類在自己的屬中。牠們與野生火雞的分野要有更多的發現才能處理。
眼斑吐綬雞在墨西哥的分佈地只有約30萬平方公里，包括金塔納羅奧州、坎佩切州及尤卡坦州。

## 特徵
眼斑吐綬雞的身體呈銅色及綠色。雖然雌雞較深及綠色，胸部羽毛與雄雞相似。雄雞及雌雞都沒有鬍鬚。尾巴羽毛是藍灰色的，在金色的近端位置有一個像眼睛及呈藍銅色的大點。這個大點令一些學者認為牠們與孔雀有關。上身及次級飛羽底呈虹銅色。初級及次級飛羽有像北美洲的火雞的斑紋，但次級飛羽及邊緣的白色較多。
雄雞及雌雞的頭部呈藍色，有橙色或紅色的小節，在雄雞尤為明顯。雄雞的頭上有一個藍色的冠，冠上有像頸上的小節。在繁殖期間，牠們的冠會豎起及變得更鮮色。眼眶沒有羽毛，呈鮮紅色，繁殖期的雄雞特別明顯。腳呈深紅色，比北美洲火雞較短及幼。超過1歲的雄雞腳上有長4厘米的距，比北美洲火雞的長及幼。
眼斑吐綬雞較野生火雞的北美洲亞種細小。雌雞在生蛋時重4公斤，平時重3公斤；繁殖期的雄雞重約5-6公斤。

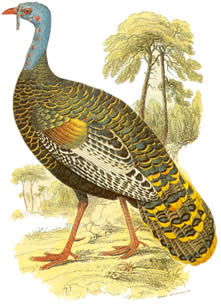
眼斑吐綬雞的圖畫。

## 行為
眼斑吐綬雞大部份時間會在地上，面臨威脅時情願逃跑也不會飛走，但牠們並不是不懂飛行，而是可以急速飛行一段短距離。牠們會在高樹上棲息，避免在地上被其他掠食者獵殺。
雌雞每次會在地上生8-15隻蛋。孵化期為28日。小雞很早熟，出生後一晚就可以離開鳥巢。牠們接著會跟隨母雞直至成年。
眼斑吐綬雞的叫聲很獨特，並不像野生火雞的，包含了6-7個小鼓聲，尾聲會加快及加大聲浪，最終的音節很高音及旋律優美。牠們一般會在日出前20-25分鐘開始啼叫。

## 外部連結
- ARKive
- Internet Bird Collection （页面存档备份，存于）